# Збірна Островів Кука з футболу
Збі́рна Острові́в Ку́ка з футбо́лу — національна футбольна команда держави Острови Кука, якою керує Футбольна асоціація Островів Кука. У рейтингу ФІФА від 17 листопада займає 189 місце.
Асоціація футболу Островів Кука («Кук Айленд Футбол Асошіейшн») заснована в 1971 році. Член ФІФА — з 1994, ОФК — з 1993. В регіоні — 34 клуби, 1660 футболістів, 40 арбітрів.
Президент КАФА — Лі Хармон, генеральний секретар — Аллен Паркер, тренер збірної — Шейн Руфер.
Національний стадіон «Нешнл» (Аваруа, 12000 місць).
Станом на 28 листопада 2024 посідає 190-e місце у рейтингу футбольних збірних світу.

## Чемпіонат світу
- 1930 — 1990 — не брала участь
- 1994 — 2026 — не пройшла кваліфікацію

## Кубок націй ОФК
- 1973 — 1996 — не пройшла кваліфікацію
- 1998 — груповий етап
- 2000 — груповий етап
- 2002 — знята
- 2004 — 2012 — не пройшла кваліфікацію

## Тренери
- Алекс Напа (1996–1998)
- Алан Тейлор (2000–2001)
- Луіджі Маккеовн (2001–2004)
- Тім Джеркс (2004–2010)
- Шейн Руфер (2011)
- Пол Фаррелл-Турепу (2011–2012)
- Шейн Руфер (2012–)